# O Senhor Ventura
O Senhor Ventura é uma novela da autoria de Miguel Torga, publicada pela primeira vez em 1943.
O Senhor Ventura é a história de amor e morte de um emigrante português que procura infrutiferamente opor-se a um destino trágico.

## Personagens
- Ventura - pastor da charneca alentejana que, depois de desertar de Macau, chega à Mongólia.
- Sérgio - filho de Ventura, foi abandonado na China pela mãe e regressa ao Alentejo para ser também pastor.
- Tatiana - russa calculista e libertina, é mãe de Sérgio.
- Pereira - português desertor.

## Traduções
- Edição bilingue (português e chinês) da autoria de Cui Wei Xiao (1989)